# Edosa griseella
Edosa griseella är en fjärilsart som beskrevs av Robinson 1985. Edosa griseella ingår i släktet Edosa och familjen äkta malar.
Artens utbredningsområde är Israel. Inga underarter finns listade i Catalogue of Life.